# 德州 (元朝)
德州，中国元朝时设置的州。
蒙古帝国灭大理国，元世祖至元十二年（1275年）设立千户，至元十三年（1276年）设置德州，隶属于德平路，治所在今四川省德昌县德州镇。至元二十三年（1286年）德州、昌州合称德昌路，德州隶属于云南行省德昌路。明太祖洪武十五年（1382年）德州属于德昌府。洪武二十七年（1394年）明朝废除德州。